# Josh Bryceland
Joshua Antonio Torres Bryceland (* 23. März 1990 in Manchester), bekannt als Josh Bryceland, ist ein britischer Mountainbiker.

## Sportlicher Werdegang
Als Junior gewann Bryceland im Jahr 2007 die Gesamtwertung der Weltcup-Wertung im Downhill, im Jahr 2008 wurde er Junioren-Weltmeister in Val di Sole. In beiden Jahren wurde er auch britischer Junioren-Meister im Downhill.
Nach dem Wechsel in die Elite konnte er an seine Erfolge aus der Juniorenzeit zunächst nicht anknüpfen. Erst in der Saison 2014 schaffte er den Durchbruch: er gewann zwei Weltcup-Rennen und die Weltcup-Gesamtwertung im Downhill. Bei den Mountainbike-Weltmeisterschaften 2014 gewann er trotz eines Fußbruchs kurz vor Ende des Rennens noch die Silbermedaille. Im Jahr 2015 gewann er noch ein Weltcup-Rennen und mit Bronze eine weitere Medaille bei den Weltmeisterschaften.
Zur Saison 2017 wechselte Bryceland zum Santa Cruz Enduro Team, um sich dem MTB-Enduro zuzuwenden und in der Enduro World Series zu starten. Im Jahr 2019 gründete er sein eigenes Team Cannondale Waves und widmet sich vorrangig dem Freeride.

## Erfolge
2007
- Britischer Meister (Junioren) – Downhill
- Gesamtwertung UCI-MTB-Weltcup (Junioren) – Downhill

2008
- Weltmeister (Junioren) – Downhill
- Britischer Meister (Junioren) – Downhill

2014
- Weltmeisterschaften – Downhill
- zwei Weltcup-Erfolge – Downhill
- Gesamtwertung UCI-MTB-Weltcup – Downhill

2015
- Weltmeisterschaften – Downhill
- ein Weltcup-Erfolg – Downhill